# Dean Lewington
Dean Scott Lewington (Kingston upon Thames, 18 maggio 1984) è un ex calciatore inglese, di ruolo difensore.
Detiene il record di presenze (882) in competizioni ufficiali del Milton Keynes Dons.

## Biografia
È figlio di Ray Lewington, ex calciatore e vice di Roy Hodgson alla guida dell'Inghilterra.

## Caratteristiche tecniche
Terzino sinistro, all'occorrenza può ricoprire il ruolo di difensore centrale.

## Carriera
Muove i suoi primi passi nel Wimbledon. Esordisce in prima squadra il 5 aprile 2003 in Sheffield Wednesday-Wimbledon (4-2), subentrando nei minuti finali al posto di Alex Tapp.

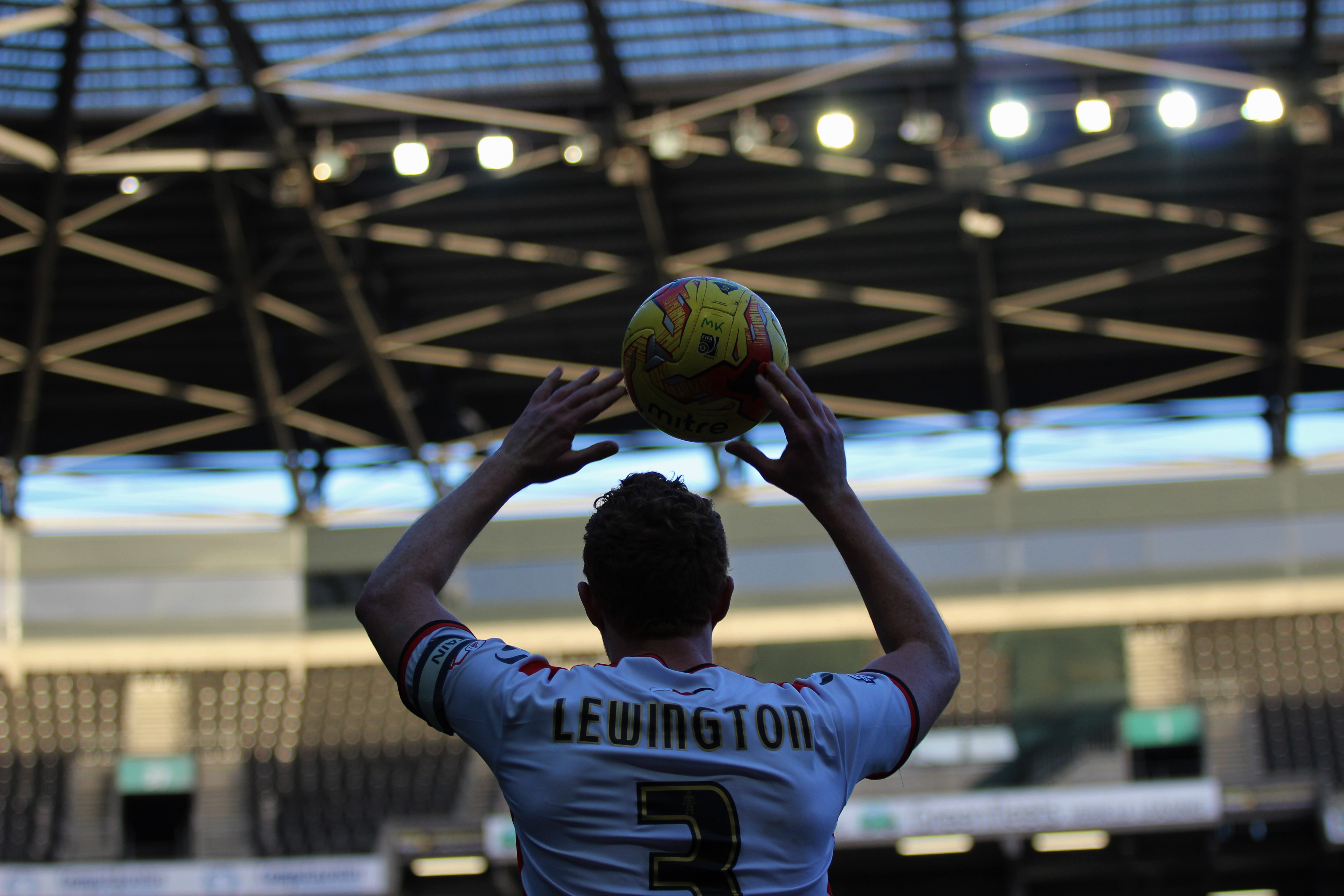
Lewington con la maglia dei Dons.

Retrocessi in Second Division, il 21 giugno 2004 la squadra cambia denominazione in Milton Keynes Dons. Il 30 marzo 2008 la squadra si aggiudica il Johnstone's Paint Trophy. A questo successo segue la promozione diretta in League One.
In seguito alla cessione di Keith Andrews viene nominato capitano della rosa. Il 26 aprile 2014 gioca la sua 500ª gara con i Dons.  Il 3 maggio 2015 segna una doppietta - mettendo inoltre a referto due assist - nella partita vinta 5-1 contro lo Yeovil Town, che decreta una storica promozione in Championship per la squadra.

## Statistiche

### Presenze e reti nei club
Statistiche aggiornate al 30 aprile 2023.
| Stagione         | Squadra          | Campionato       | Campionato | Campionato | Coppe nazionali | Coppe nazionali | Coppe nazionali | Coppe continentali | Coppe continentali | Coppe continentali | Altre coppe | Altre coppe | Altre coppe | Totale | Totale |
| Stagione         | Squadra          | Comp             | Pres       | Reti       | Comp            | Pres            | Reti            | Comp               | Pres               | Reti               | Comp        | Pres        | Reti        | Pres   | Reti   |
| ---------------- | ---------------- | ---------------- | ---------- | ---------- | --------------- | --------------- | --------------- | ------------------ | ------------------ | ------------------ | ----------- | ----------- | ----------- | ------ | ------ |
| 2002-2003        | Wimbledon        | FD               | 1          | 0          | FACup+CdL       | 0               | 0               | -                  | -                  | -                  | -           | -           | -           | 1      | 0      |
| 2003-2004        | Wimbledon        | FD               | 28         | 1          | FACup+CdL       | 3+0             | 0               | -                  | -                  | -                  | -           | -           | -           | 31     | 1      |
| Totale Wimbledon | Totale Wimbledon | Totale Wimbledon | 29         | 1          |                 | 3+0             | 0+0             |                    | -                  | -                  |             | -           | -           | 32     | 1      |
| 2004-2005        | MK Dons          | FL1              | 43         | 2          | FACup+CdL       | 3+1             | 0               | -                  | -                  | -                  | FLT         | 1           | 1           | 48     | 3      |
| 2005-2006        | MK Dons          | FL1              | 44         | 1          | FACup+CdL       | 3+1             | 0               | -                  | -                  | -                  | FLT         | 3           | 0           | 51     | 1      |
| 2006-2007        | MK Dons          | FL2              | 45+2       | 1+0        | FACup+CdL       | 3+2             | 0               | -                  | -                  | -                  | FLT         | 0           | 0           | 52     | 1      |
| 2007-2008        | MK Dons          | FL2              | 45         | 0          | FACup+CdL       | 1+1             | 0               | -                  | -                  | -                  | FLT         | 6           | 0           | 53     | 0      |
| 2008-2009        | MK Dons          | FL1              | 40+2       | 2+0        | FACup+CdL       | 1+2             | 0               | -                  | -                  | -                  | FLT         | 1           | 0           | 46     | 2      |
| 2009-2010        | MK Dons          | FL1              | 42         | 1          | FACup+CdL       | 3+0             | 0               | -                  | -                  | -                  | FLT         | 5           | 1           | 50     | 2      |
| 2010-2011        | MK Dons          | FL1              | 42+2       | 3+0        | FACup+CdL       | 2+3             | 0               | -                  | -                  | -                  | FLT         | 1           | 0           | 50     | 3      |
| 2011-2012        | MK Dons          | FL1              | 46+2       | 3+0        | FACup+CdL       | 3+3             | 0+1             | -                  | -                  | -                  | FLT         | 1           | 0           | 55     | 4      |
| 2012-2013        | MK Dons          | FL1              | 38         | 1          | FACup+CdL       | 7+2             | 0               | -                  | -                  | -                  | FLT         | 0           | 0           | 47     | 1      |
| 2013-2014        | MK Dons          | FL1              | 43         | 1          | FACup+CdL       | 4+0             | 0               | -                  | -                  | -                  | FLT         | 2           | 0           | 49     | 1      |
| 2014-2015        | MK Dons          | FL1              | 41         | 3          | FACup+CdL       | 3+4             | 0               | -                  | -                  | -                  | FLT         | 1           | 0           | 49     | 3      |
| 2015-2016        | MK Dons          | FLC              | 46         | 1          | FACup+CdL       | 2+2             | 0               | -                  | -                  | -                  | -           | -           | -           | 50     | 1      |
| 2016-2017        | MK Dons          | FL1              | 36         | 1          | FACup+CdL       | 4+0             | 0               | -                  | -                  | -                  | FLT         | 1           | 0           | 41     | 1      |
| 2017-2018        | MK Dons          | FL1              | 22         | 0          | FACup+CdL       | 1+2             | 0               | -                  | -                  | -                  | FLT         | 3           | 0           | 28     | 0      |
| 2018-2019        | MK Dons          | FL2              | 46         | 1          | FACup+CdL       | 1+1             | 0               | -                  | -                  | -                  | FLT         | 1           | 0           | 49     | 1      |
| 2019-2020        | MK Dons          | FL1              | 33         | 0          | FACup+CdL       | 1+2             | 0               | -                  | -                  | -                  | FLT         | 3           | 0           | 39     | 0      |
| 2020-2021        | MK Dons          | FL1              | 43         | 0          | FACup+CdL       | 3+1             | 0               | -                  | -                  | -                  | FLT         | 3           | 0           | 50     | 0      |
| 2021-2022        | MK Dons          | FL1              | 44+2       | 0+0        | FACup+CdL       | 1+0             | 0               | -                  | -                  | -                  | FLT         | 0           | 0           | 47     | 0      |
| 2022-2023        | MK Dons          | FL1              | 26         | 0          | FACup+CdL       | 1+0             | 0               | -                  | -                  | -                  | FLT         | 1           | 0           | 28     | 0      |
| Totale MK Dons   | Totale MK Dons   | Totale MK Dons   | 765+10     | 21+0       |                 | 47+27           | 0+1             |                    | -                  | -                  |             | 33          | 2           | 882    | 24     |
| Totale carriera  | Totale carriera  | Totale carriera  | 794+10     | 22+0       |                 | 50+27           | 0+1             |                    | -                  | -                  |             | 33          | 2           | 914    | 25     |

### Record

#### Con il MK Dons
- Calciatore con più presenze (882).

## Palmarès

### Club
- Football League Two: 1

MK Dons: 2007-2008
- Football League Trophy: 1

MK Dons: 2007-2008

### Individuale
- PFA Football League Two Team of the Year: 1[15]

2007-2008
- PFA Football League One Team of the Year: 1[16]

2008-2009